# Buteo albigula
Buteo albigula là một loài chim trong họ Accipitridae.